# Fahrzeugscheinwerfer

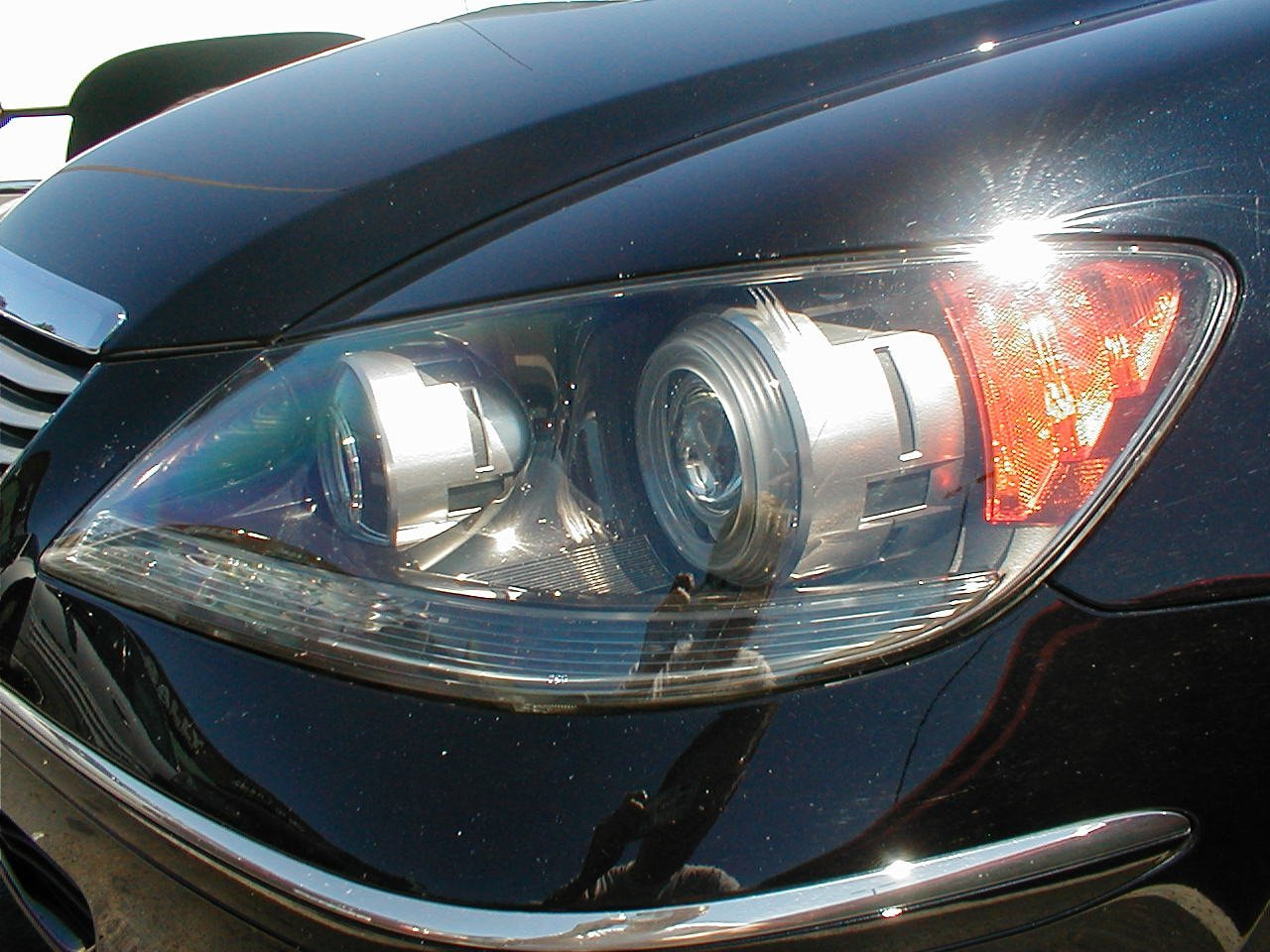
Pkw-Scheinwerfer mit Xenonlicht

Tagfahrlichtschaltung (oben) und normales Abblendlicht (unten)

Fahrzeugscheinwerfer sind Scheinwerfer als Teil der Fahrzeugbeleuchtung. Sie strahlen Licht grundsätzlich in ihre Fahrtrichtung ab und sind an fast jedem Fahrzeug vorhanden bzw. in Gebrauch, im öffentlichen Straßenverkehr ist dies in vielen Ländern Pflicht.
Ihre hauptsächlichen Funktionen sind die Ausleuchtung der Fahrtstrecke unmittelbar vor dem Fahrzeug zur eigenen Sicherheit – Erkennen von Hindernissen – und für eine schnellere Fortbewegung sowie für die Sicherheit anderer Verkehrsteilnehmer generell und besonders bei schlechten Sichtverhältnissen.
Sie strahlen grundsätzlich weißes (selten gelbes) Licht ab. Xenonlicht (nur im Automobilbereich üblich) strahlt leicht bläuliches Licht ab, dieses gilt als weiß und ist damit zulässig.

## Kraftfahrzeuge
Im Straßenverkehr wird durch die Scheinwerfer auch ein Signal gegeben, indem durch die Anordnung der Lichter anderen Verkehrsteilnehmern die Fahrzeugart und Fahrtrichtung mitgeteilt wird. Ein Scheinwerferpaar, nebeneinander auf gleicher Höhe, deutet meist auf ein mehrspuriges Fahrzeug hin, während ein einzelnes Licht normalerweise auf ein einspuriges Fahrzeug hinweist. Es gibt aber auch Ausnahmen, zum Beispiel Motorräder mit Beiwagen (mit einem Scheinwerfer) oder drei Scheinwerfer bei einigen wenigen Pkw älterer Bauart.

### Frontscheinwerfer, bauliche Ausführung

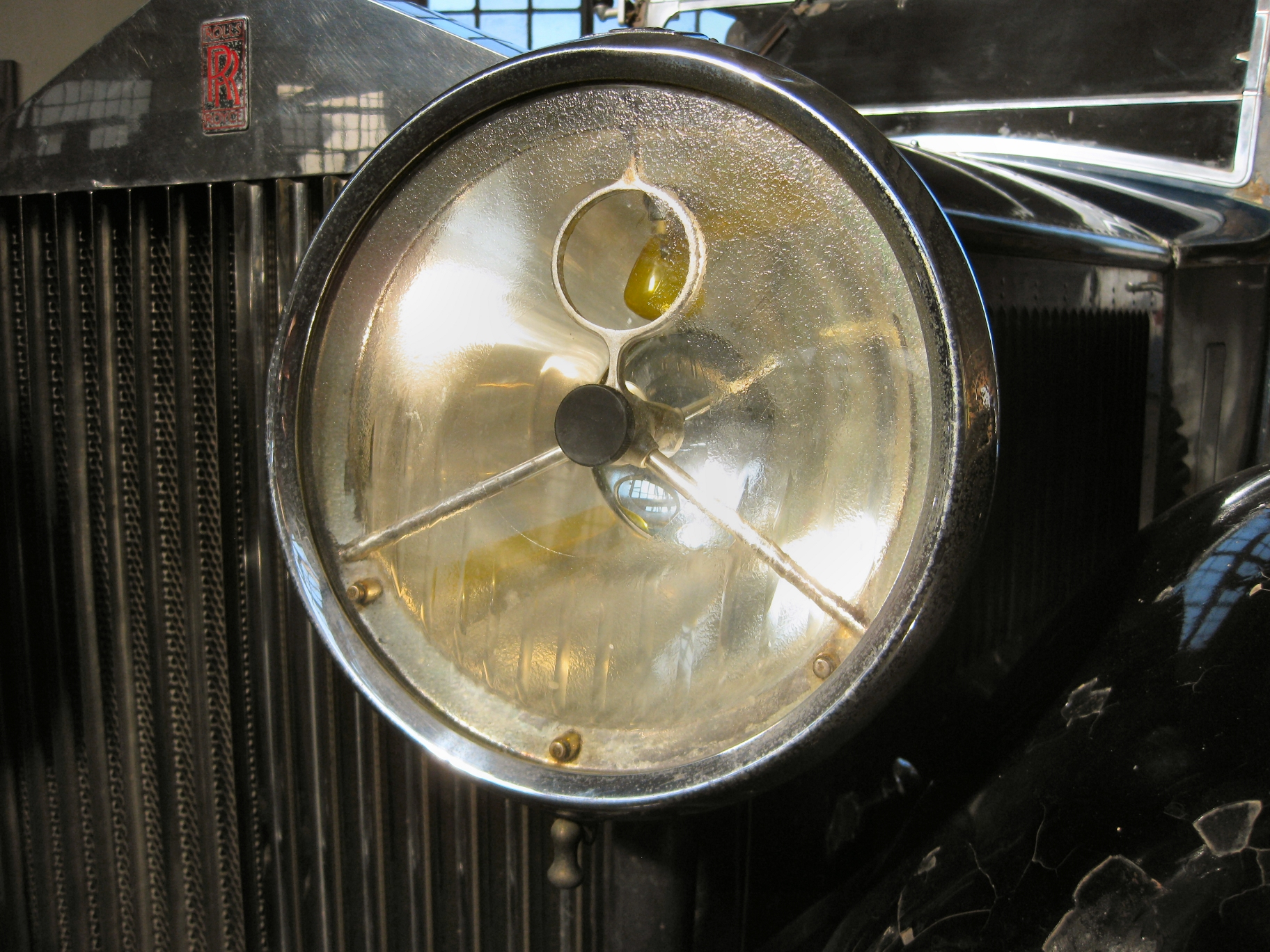
Rolls-Royce Phantom II, 1930

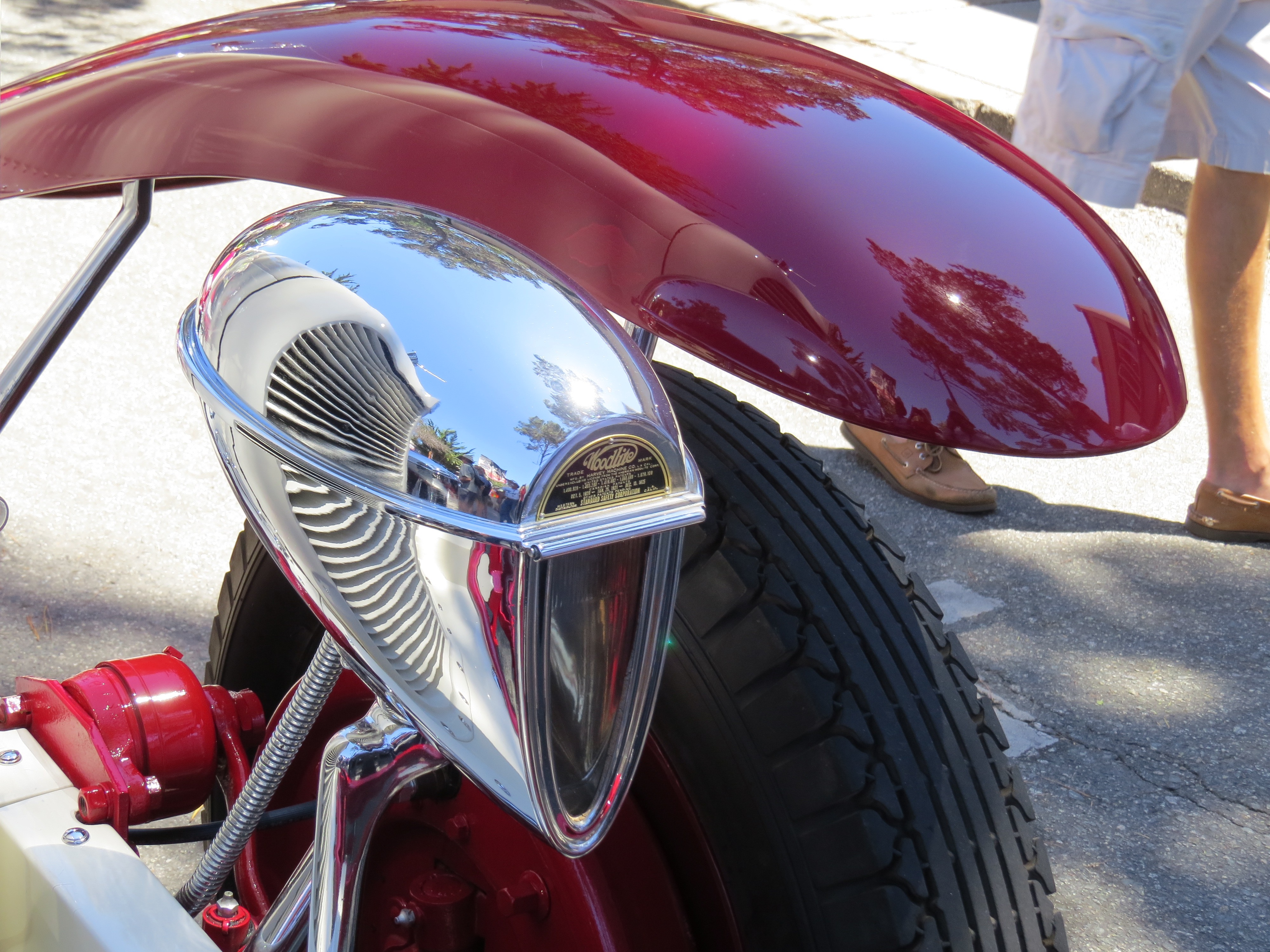
Woodlite Scheinwerfer (1926–1932) US-Patent 1.660.699

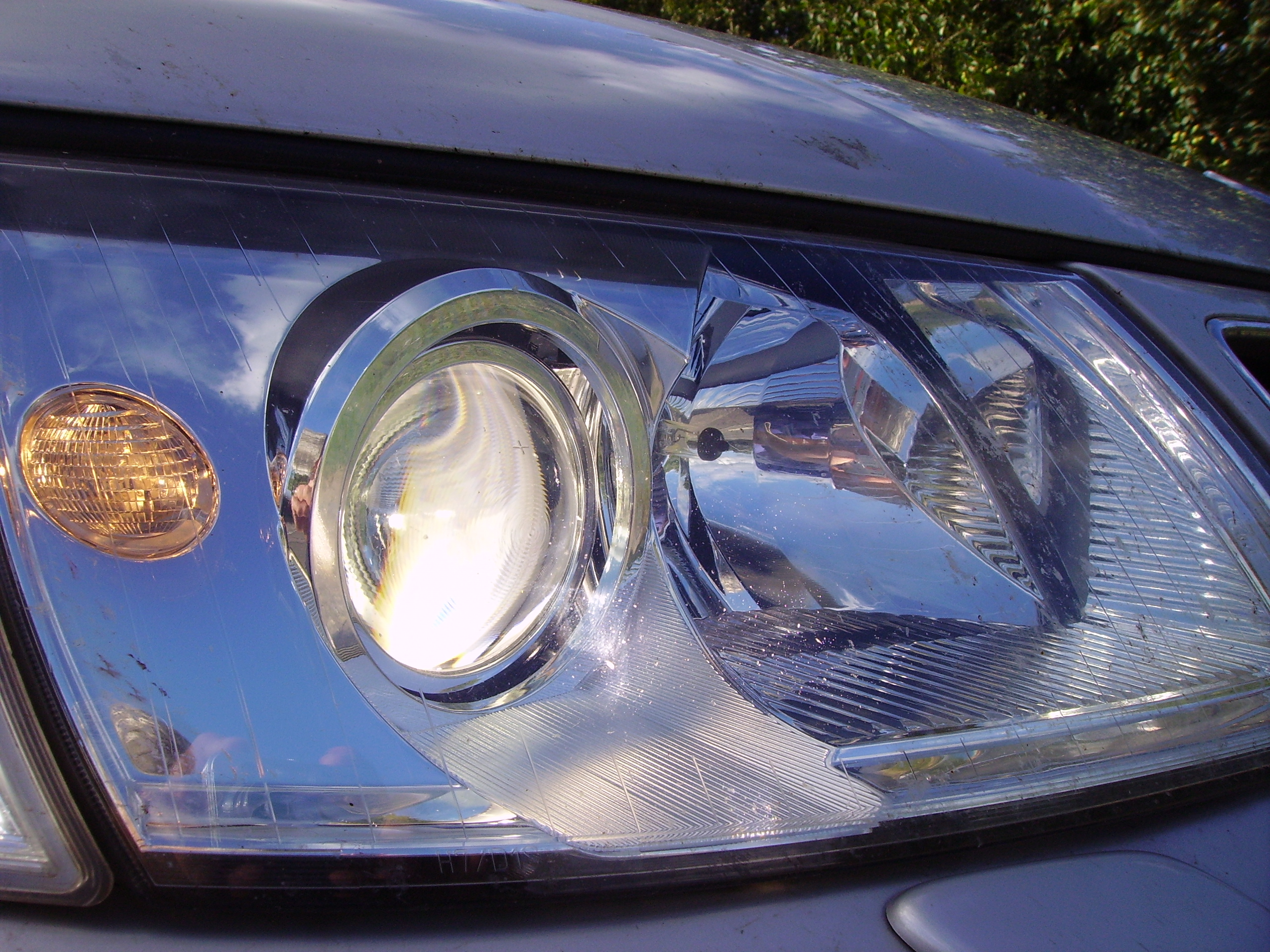
Xenon-Abblendlicht (Saab 9-5)

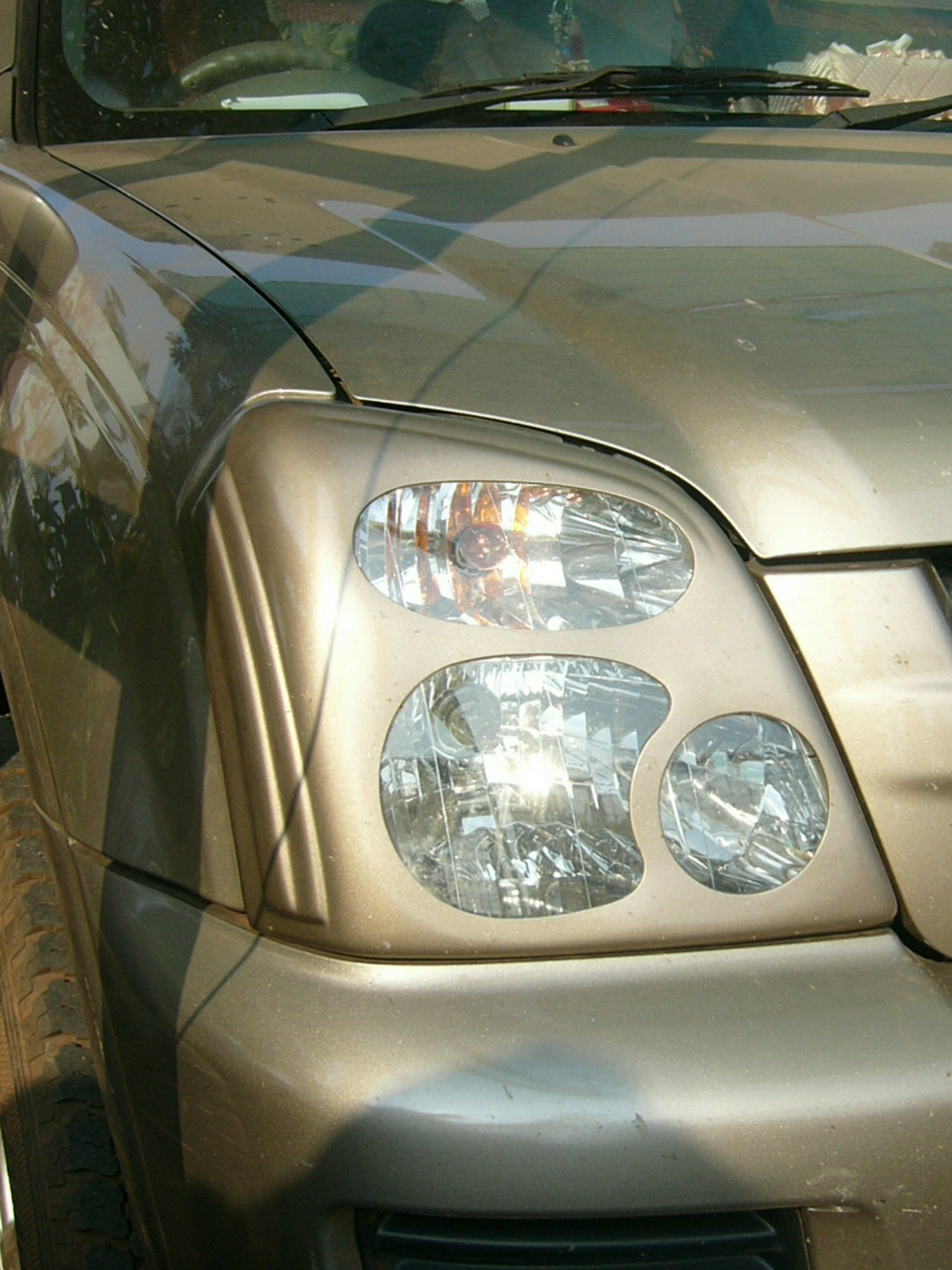
Modifizierte Scheinwerfer als Teil des Fahrzeugtunings an einem Isuzu D-Max (starke Ähnlichkeit mit abgeklebten Scheinwerfern eines Erlkönigs)

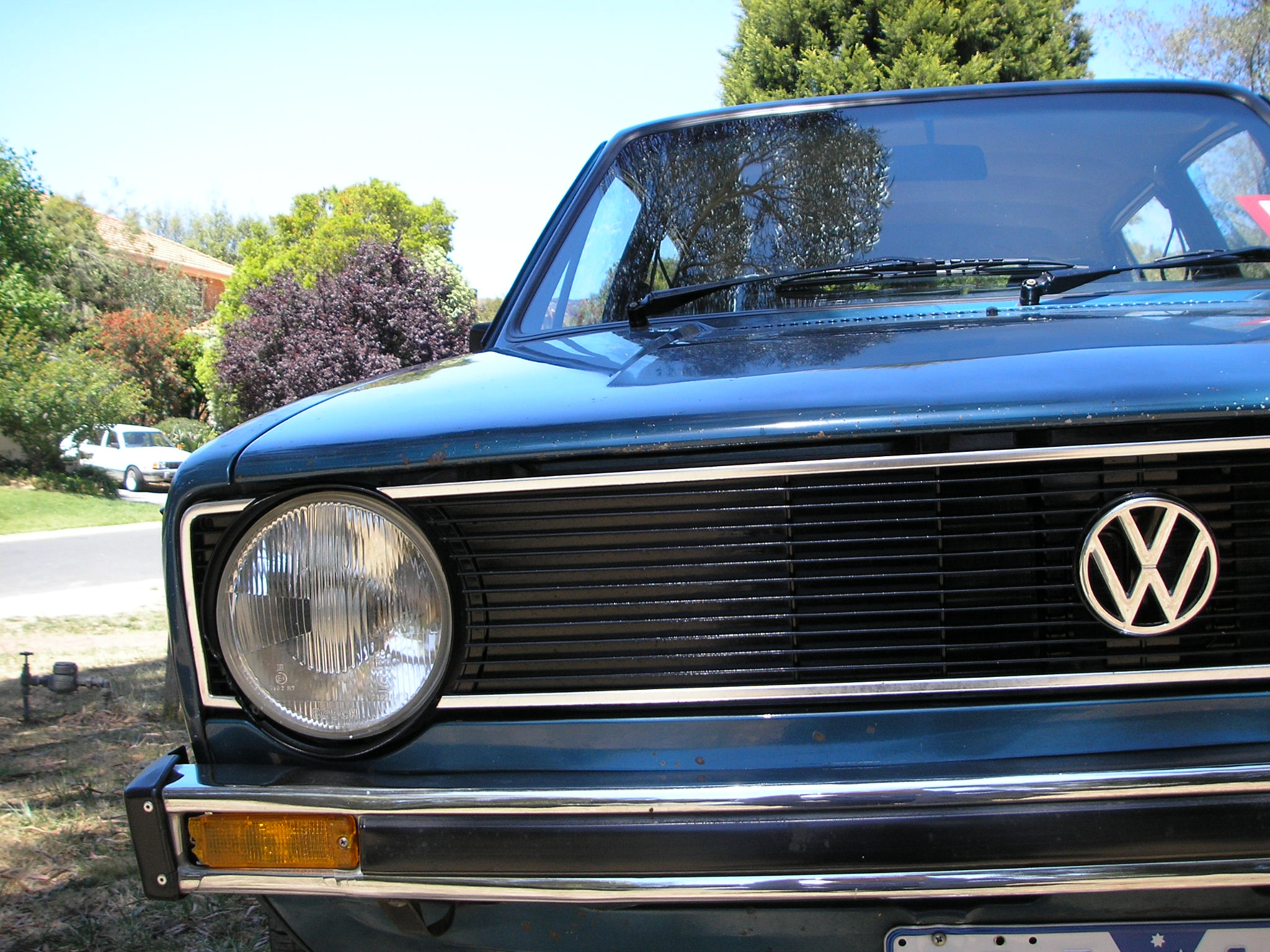
Traditionell runde Bauform eines Kfz-Scheinwerfers (VW Golf I)

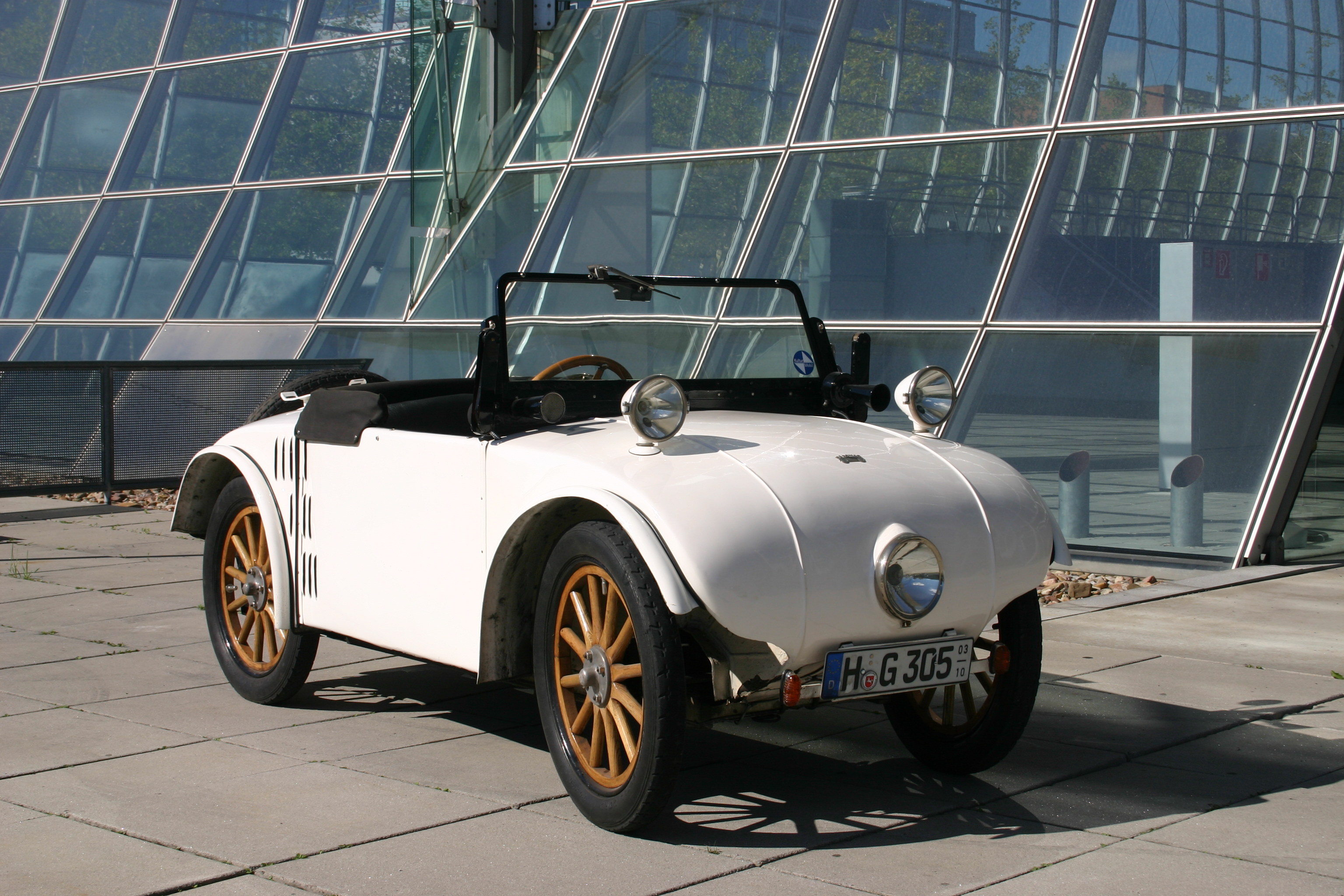
Hanomag „Kommissbrot“, 1925

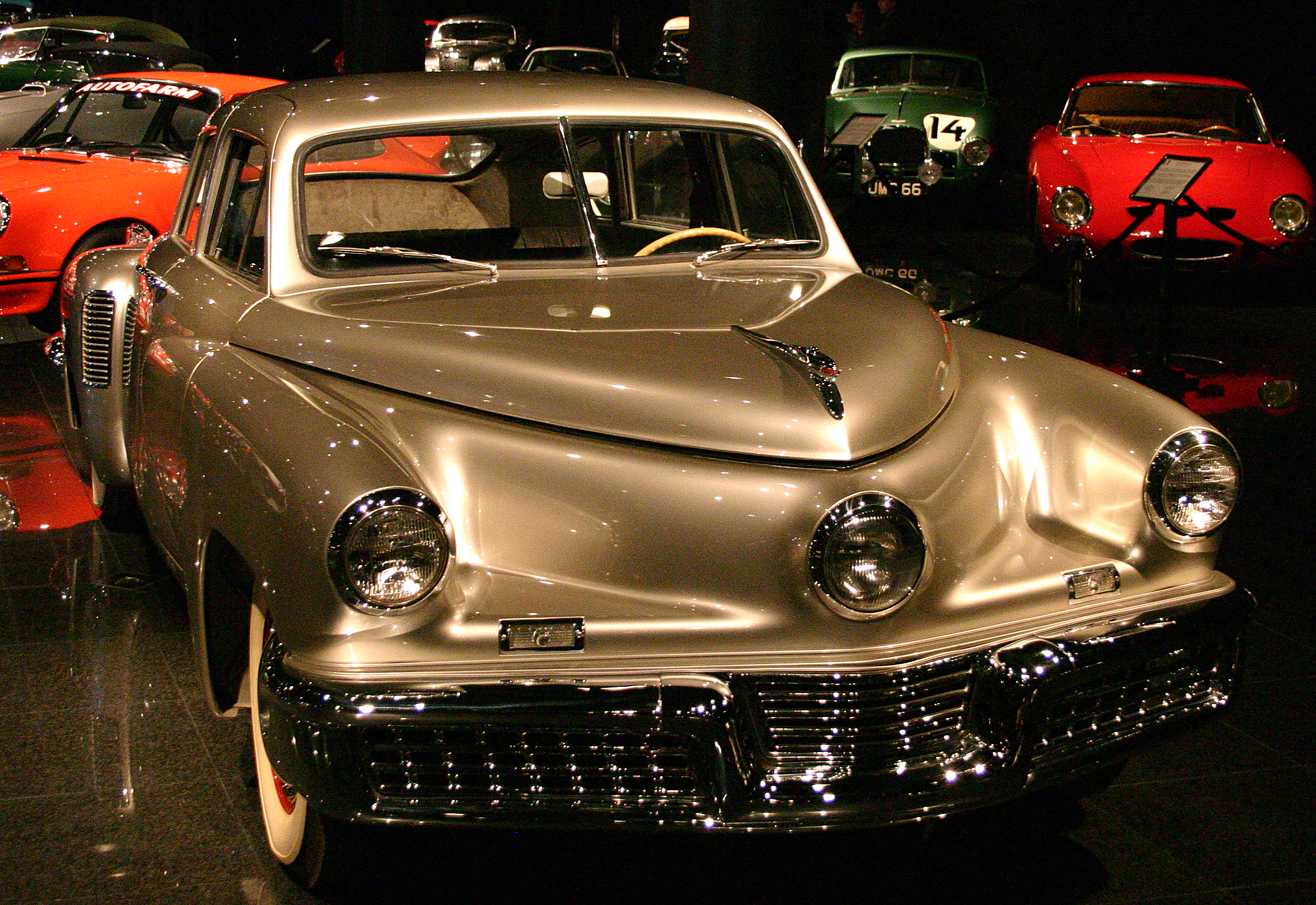
Tucker, 1948, Mitte: Kurvenlicht

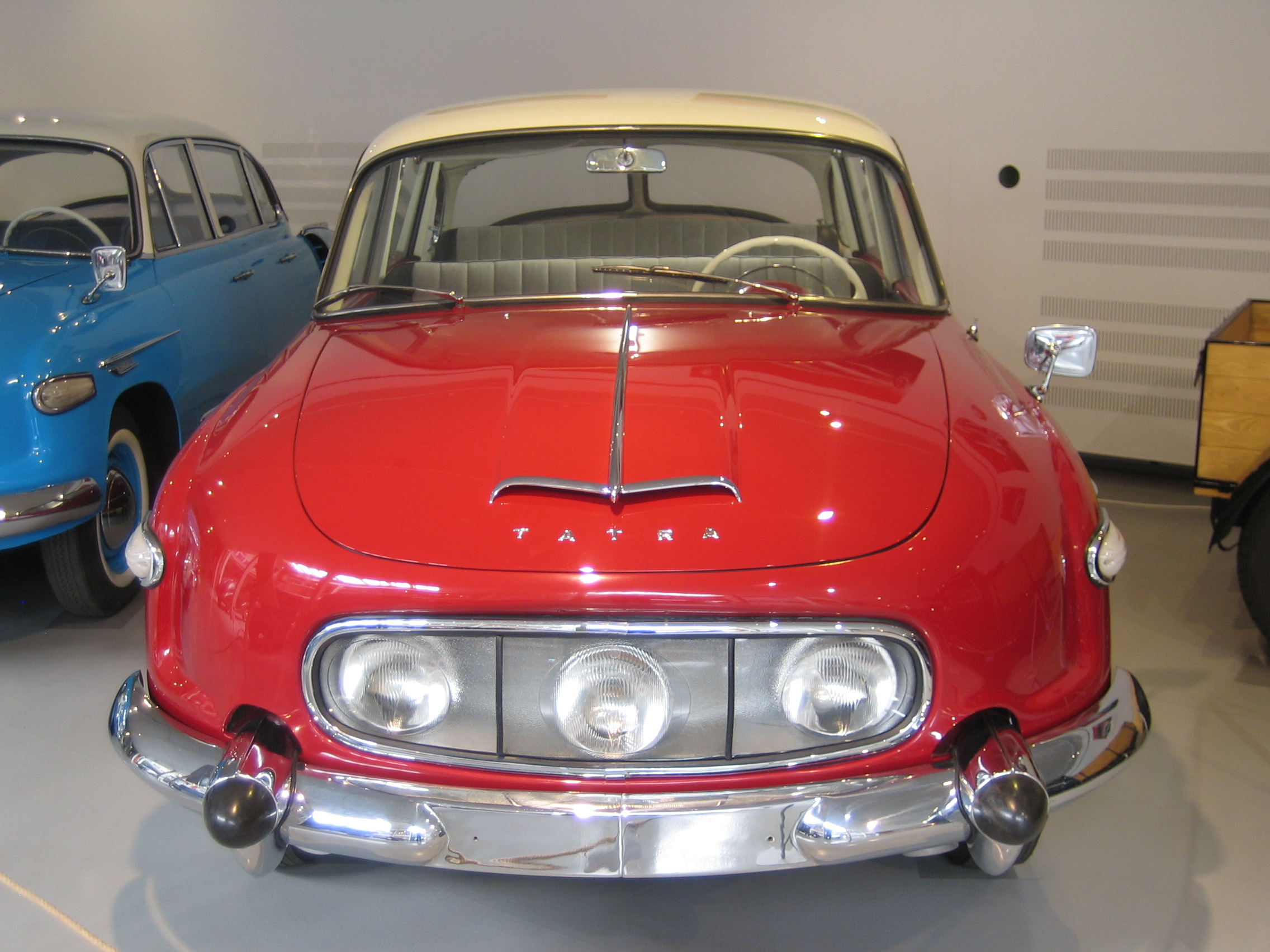
Tatra 603, 1956

Während einspurige Fahrzeuge in der Regel nur einen Scheinwerfer aufweisen, sind bei mehrspurigen Fahrzeugen (in der Regel Automobile) die Fahrscheinwerfer meist gepaart. Sie befinden sich an der Fahrzeugfront; beim Rückwärtsfahren wird das gleiche (weiße) Licht gezeigt, damit anderen Verkehrsteilnehmern das Entgegenkommen signalisiert wird.
Scheinwerfer werden meist als Abblendlicht verwendet; daneben können auch Fernlicht und Nebelscheinwerfer verwendet werden. Im Jahr 1957 wurde in Deutschland das asymmetrische Abblendlicht eingeführt: Der Fahrbahnrand der eigenen Straßenseite wird durch diese Asymmetrie erheblich weiter ausgeleuchtet als die Gegenfahrbahn. Das dient der Vermeidung von Blendungen entgegenkommender Verkehrsteilnehmer. Diese Aufteilung der Lichtstärke dient somit der Verkehrssicherheit. Moderne Fahrzeuge bieten in der Regel die Möglichkeit, die Ausleuchtungsgeometrie anzupassen, wenn in Ländern gefahren wird, für die die Scheinwerfer nicht vorgesehen sind (Links-/Rechtsverkehr). Vorher war es notwendig, den Scheinwerfer innerhalb entsprechender Markierungen, z. B. keilförmig, abzukleben um eine Blendung zu vermeiden.
Die verschiedenen Leuchtvarianten sind funktionell meist in einer baulichen Einheit (Abblendlicht, Fernlicht, Standlicht) sowie zunehmend auch mit den Fahrtrichtungsanzeigern zusammengefasst und im oder unterhalb des Kühlergrills verbaut. Das dient nicht zuletzt der aerodynamischen Optimierung. Nebelscheinwerfer sind oft in einem separaten Gehäuse verbaut und möglichst weit unten an der Karosserie angebracht.
Moderne Leuchteinrichtungen bestehen oft aus einer Lampe, die vor einem Reflektor angeordnet ist. Die Lichtverteilung kann mit einer Kombination eines Parabolspiegels mit einem passend geriffelten Scheinwerferglas (Streuscheibe) gestaltet werden. Weiterentwickelte Scheinwerfer besitzen zur gezielten Streuung und Bündelung des Lichts speziell geformte Freiformreflektoren, die mit Hilfe der nichtabbildenden Optik entworfen werden und keiner mathematischen Regelfläche mehr entsprechen. Sie entstehen durch die Variation der Flächennormalen der Reflektorflächen entsprechend den Anforderungen der Lichtverteilung. Dabei wird der Reflektor oft in verschiedene Bereiche segmentiert. Dann kann jedes Segment einen spezifischen Teil der Beleuchtungsaufgabe erfüllen. Klarglasscheinwerfer haben Scheinwerfer mit Streuscheibe inzwischen weitgehend verdrängt.
Alternativ kann bei den sogenannten Projektionslampen oder Projektionsscheinwerfern statt eines Reflektors auch eine Linse vor der Lampe montiert sein. Dabei wird durch die Geometrie von Lampe und Linse eine entsprechende Ausleuchtung erreicht. Diese Bauform findet sich häufig bei Xenon-Lampen, teilweise auch bei Halogenlampen.
Heutige Scheinwerfersysteme verfügen über zwei Baugruppen, die die Abblend- bzw. Fernlichtfunktion übernehmen. Das Projektionsmodul für das Abblendlicht wird immer häufiger mit Hilfe eines Schwenkmoduls seitlich gesteuert, um die Kurvenlichtfunktion zu ermöglichen. Dabei wird der Schwenkrahmen anhand der Querbeschleunigung im Fahrzeug, des Lenkwinkels und der Fahrgeschwindigkeit über einen Schrittmotor gesteuert.
Das Autobahnlicht erhöht sich durch eine Zweistufenschaltung um etwa 50 m (verschiedene Maßnahmen ab 90 km/h und ab 110 km/h). Beim „erweiterten Nebellicht“ wird der Lichtkegel um 8° nach unten und seitlich nach links geschwenkt, was die Eigenblendung senkt. Weiterhin sind die bereits bekannten Funktionen „aktives Kurvenlicht“ und „Abbiegelicht“ integriert. Bei Versuchen wurde durch die Aussendung von Lichtpulsen bei Bremslichtern ein Datentransfer zum nachfolgenden KFZ aufgebaut. Durch die Information über die Bremsverzögerung kann ein situationsgerechter Bremsdruck erzeugt werden und die Gefahr von Auffahrunfällen vermindert sich. Erste Tests mit LEDs ergaben bei 8 MByte/s eine Übertragung über eine Entfernung von 130 m.
Bei der neuesten Lichttechnologie, dem adaptiven Fernlichtassistenten, werden die Scheinwerfer mit einer Kamera mit intelligenter Bildauswertung gekoppelt. Die Kamera ist in der Lage, die Leuchtweite der Scheinwerfer anzusteuern und dabei Leuchtweiten von bis zu 300 m zu erreichen – ohne dass dabei andere Verkehrsteilnehmer geblendet werden: die Hell-/Dunkelgrenze endet stets unter dem Stoßfänger des nächsten Fahrzeugs. Wenn die Kamera keine weiteren Verkehrsteilnehmer mehr erkennt, wird automatisch das Fernlicht eingeschaltet. Durch weiche Übergänge zwischen allen Lichtszenarien ergibt sich für den Fahrer stets die optimale Ausleuchtung der Straßen, ohne plötzliche Lichtwechsel. Dadurch können sich die Augen leichter an die neue Lichteinstellung adaptieren.
Klappscheinwerfer sind bei einigen Sportwagen verbaut. Dabei werden die Scheinwerfereinheiten bei Nichtgebrauch in der Karosserie mit einem Hebel (z. B. Opel GT) oder einem Elektromotor versenkt. Das hat neben optischen vor allem aerodynamische Gründe.
Der sogenannte Böse Blick ist beim Tuning eine optische Verlängerung der Motorhaube, wodurch der obere Rand der Scheinwerfer verdeckt wird.
Vierrädrige Straßenfahrzeuge haben zumeist zwei Scheinwerfer oder eine paarige, zentralsymmetrische Anordnung von Scheinwerfern. Der historische, eintürige Kleinwagen Hanomag 2/10 PS („Kommissbrot“) hatte nur einen Scheinwerfer in der Mitte, er kam auch ohne Achsdifferential aus. Tatra (Tschechoslowakei) baute auch Pkw-Typen mit 3 Scheinwerfern: Tatra 77A (1934/5–1938), Tatra 87 (1937–1950), Tatra 603 ab 1956, erste Serie (3 relativ mittennah). Tucker 48 (1948, USA) hatte 3 Scheinwerfer, der mittlere davon in die Kurve schwenkend. Motorräder und alle Einspurigen haben zumeist einen Scheinwerfer, mitunter jedoch auch zwei naheliegende über- oder nebeneinander angeordnete, die wechselweise als Abblend- und Fernlicht genutzt werden. Diese Scheinwerfer sind zumeist rund, mitunter auch rechteckig oder oval. Seit Einführung von LED-Scheinwerfern kommen auch komplexer Formen vor, auch solche, die (bei einer Lichteinstellung) den Eindruck von zwei naheliegenden Lichtaustrittsflächen machen. Motorräder mit Beiwagen haben typisch am äußersten Rand des Beiwagens eine zweite weiße Leuchte, also entsprechend ihrem Aufbau eine asymmetrische Frontbeleuchtungssituation.
An Motorrädern kommen auch paarweise, tiefer liegende Zusatzscheinwerfer vor. Zusatzscheinwerfer an Pkw und Lkw sind typisch paarweise und mittensymmetrisch vorhanden. Handgeführte Suchscheinwerfer kamen an Rettungswagen oft mittig hinter der Windschutzscheibe, an Feuerwehrwagen jedoch auch etwas vor dem Seitenfenster vor. Heute sind hand- oder motorgeführte Suchscheinwerfer eher am Kabinendach montiert. An Lkw und Geländefahrzeugen finden sich Zusatzscheinwerfer mitunter ebenfalls am Kabinendach. Ist das Führen mancher zusätzlicher Scheinwerfer auf öffentlichen Straßen nicht erlaubt, werden sie mitunter mit einer harten oder weichen Kappe aus Kunststoff abgedeckt, was auch vor Steinschlag und Schmutz schützt.
Abblendlicht für Rechtsverkehr wird in Linksfahrländern an der Streuscheibe so mit schwarzer Folie abgeklebt, so dass ein Blenden vermieden wird.

### Lichtquellen

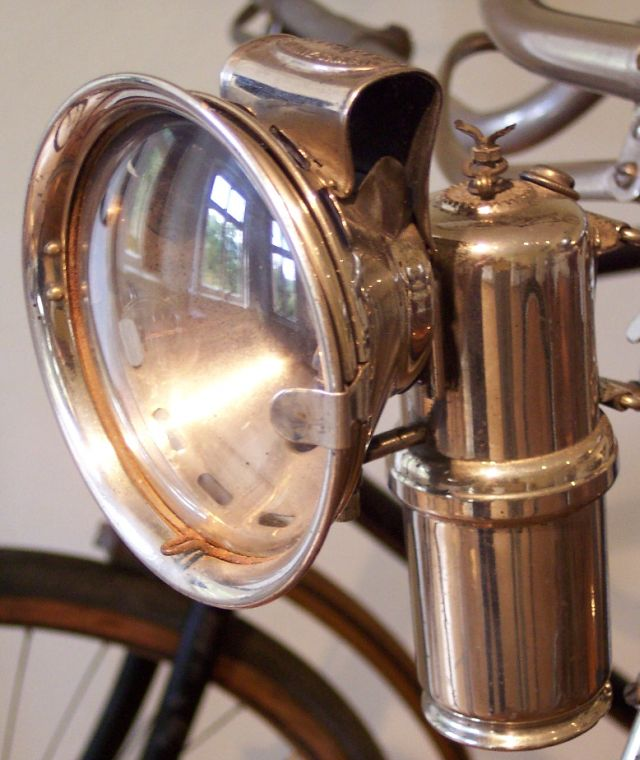
Fahrrad-Karbidlampe

Zu Beginn der Automobilgeschichte waren seitlich angebaute oder auf der Motorhaube aufgesetzte Laternen ohne Farbfilter üblich, die später durch elektrisch betriebene Lampen ersetzt wurden.
Im Jahre 1908 wurde für die damals üblichen Karbidlampen eine Abblendeinrichtung konstruiert: über einen Bowdenzug wurde ein Hebel betätigt, der die Gasflamme aus dem Brennpunkt des Reflektors verschob.

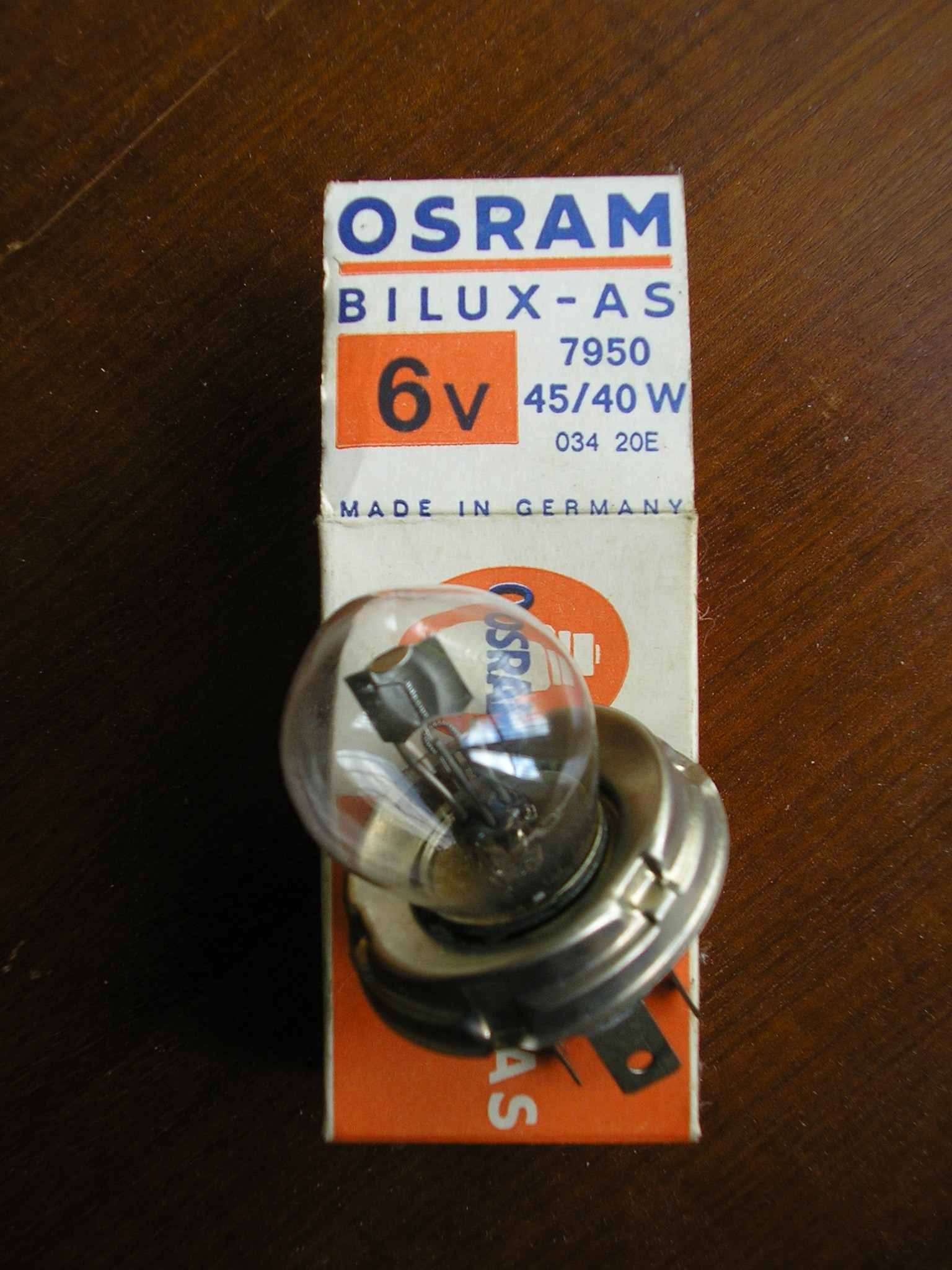
Zweifadenlampe für Fernlicht und asymmetrisches Abblendlicht

Die Zweifadenlampe für kombiniertes Fern- und Abblendlicht (BILUX®-Lampe) wurde 1925 von Osram auf den Markt gebracht; ab 1957 auch für asymmetrisches Abblendlicht („BILUX-AS®“), damals bei 6 Volt.
Die ersten Einfaden-Halogenlampen des Typs H1 und H3 kamen um 1964 auf den Markt, zunächst mit Vertikalwendeln. 1967 wurden im Motorsport erstmals Halogen-Breitstrahlscheinwerfer (mit Horizontalwendeln) eingesetzt, die neben guter Lichtausbeute nach vorn auch eine gute Seitenausleuchtung ermöglichten. 1966 präsentierte Philips die Zweifaden-Halogenlampe H4 für Fern- und Abblendlicht, die aber erst im Herbst 1971 auf dem Markt erschien (Mercedes-Benz 350 SL). Die helleren Kfz-Halogenlampen (in H4-Scheinwerfern) waren anfangs verhältnismäßig teuer: 1976 kostete die H4-Zweifaden-Halogenlampe 20,40 DM und die H1-Lampe 11,60 DM, was nach heutiger Kaufkraft 31 € bzw. 18 € entspricht.
Mit durchschnittlich 1500 Lumen verfügen die H7-Lichter über eine höhere Leuchtkraft. Es werden zwei solcher Lampen in den Scheinwerfer eingesetzt, da lediglich ein Glühdraht verwendet wird. Die erste Glühlampe ist in einem speziellen Reflektor montiert, was eine Ausleuchtung vor dem Fahrzeug bewirkt, mit der zweiten Lampe wird auch das Fernlicht zugeschaltet, was eine seitliche Ausleuchtung zur Folge hat.
Zuerst in der BMW-7er-Reihe und dort anfangs nur als Abblendlicht kamen 1991 als vorerst letzte Entwicklung Scheinwerfer mit Gasentladungslampen (Xenonlicht) zum Einsatz.
Noch im Jahr 2008 war der Einsatz von Leuchtdioden nur für Rücklichter zugelassen. So wurde 2008 der Audi R8 als erstes Fahrzeug mit Voll-LED-Scheinwerfer kraft einer Sondergenehmigung der EU in Serie gebracht. Ein Jahr zuvor hatte bereits Lexus serienmäßig im LS 600 LED-Scheinwerfer verbaut. Neue LED-Technik hat einen halbierten Energieverbrauch gegenüber Halogentechnik. Die Lebensdauer der LED von 10.000 Stunden könnte für ein Autoleben reichen. Im Jahr 2006 wurde von Mercedes-Benz in der Oberklasse das von ihnen so bezeichnete „Intelligent Light System“ eingeführt, das fünf verschiedene Lichtfunktionen bietet. Das Landstraßenlicht leuchtet den linken Fahrbahnrand weiträumig aus, so dass die Sichtweite um etwa 10 m wächst.

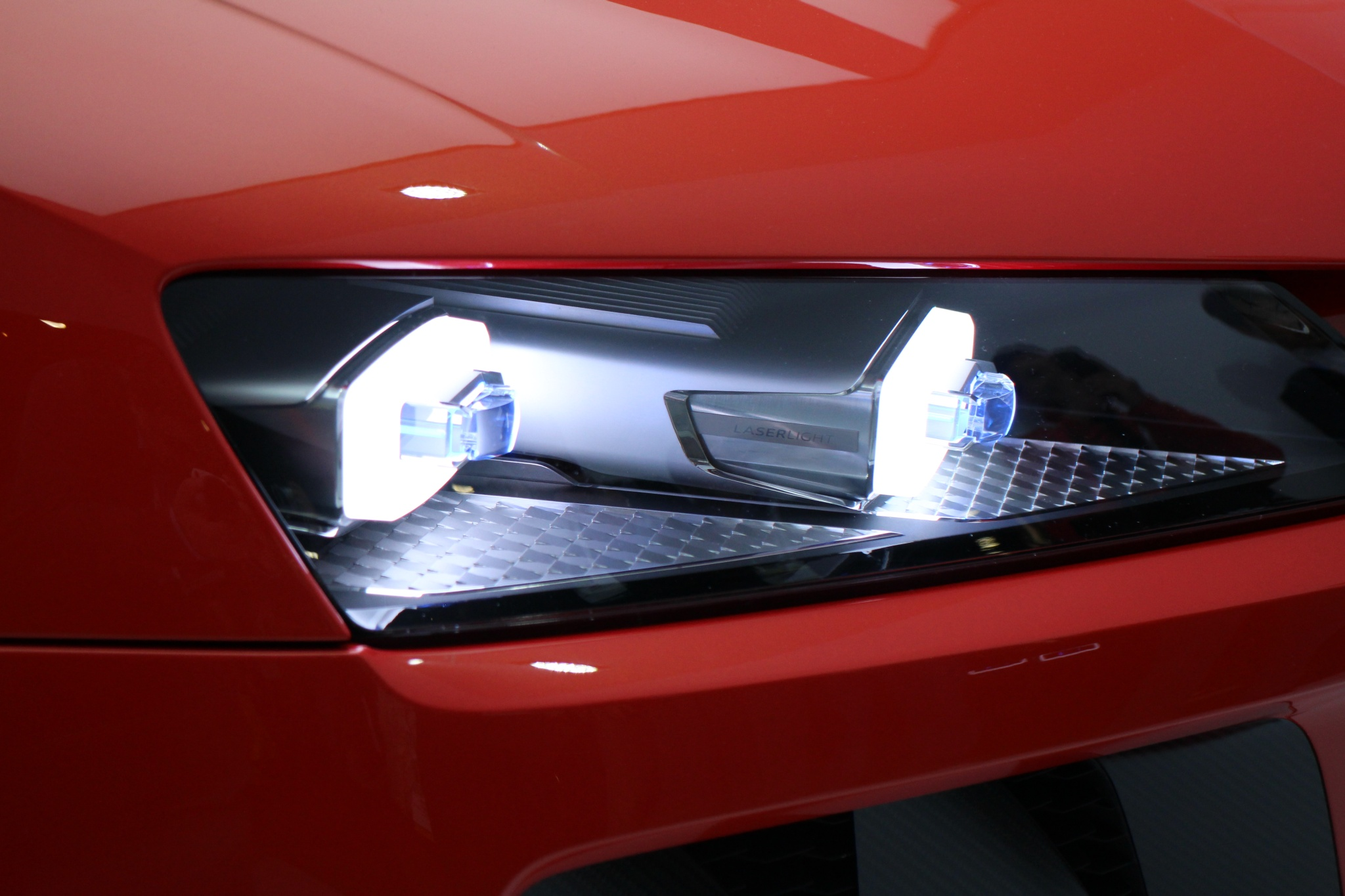
Laser-Scheinwerfer

Im Jahr 2014 brachte BMW mit dem i8 das erste Serienfahrzeug mit Laserlicht auf den Markt. Laserdioden erzeugen hierfür einen blauen Laserstrahl, der durch eine Leuchtstoff-Schicht (Fluoreszenz) in tageslichtweißes Licht umgewandelt wird.
Die Lampen benötigen eine elektrische Versorgungsspannung von 12 oder 24 Volt, wobei letzteres nur bei großen Fahrzeugen wie Wohnmobilen oder Lastkraftwagen üblich ist.
Mittlerweile sind sogenannte Retrofit-LEDs erhältlich. Diese sollen die herkömmlichen Halogenlampen ersetzen und sind daher diesen in Bauweise und Leuchtwirkung nachempfunden. Die ersten in Deutschland straßenzugelassene Retrofit-LEDs hat Osram im Oktober 2020 auf den Markt gebracht, sie sind bisher nur für einige Fahrzeuge vom Kraftfahrtbundesamt (KBA) freigeben. Der Sockel dieser Retrofit-Lampe ist H7.

### Sonstige Scheinwerfer
Weitere Scheinwerferarten an Kraftfahrzeugen sind Arbeits- und Suchscheinwerfer (bei Geländewagen und Baumaschinen üblich). Die Verwendung während der Fahrt im öffentlichen Verkehr ist verboten.
Manche Sonderfahrzeuge von Hilfsdiensten oder der Polizei verfügen über Scheinwerferanlagen, die allein zum stationären Ausleuchten eines Objekts oder Geländes dienen.
Tarnlichter sind in ihrer Leuchtkraft und Streuung veränderte lichttechnische Einrichtungen an der Front und am Heck von Militärkraftfahrzeugen. Sie haben einen Lichtaustritt, der durch horizontale, schlitzförmige Öffnungen (Aufsätze) oder senkrecht zur Fahrbahn gerichtete Scheinwerfer erheblich eingeschränkt wird. Durch die minimale Ausleuchtung der Straße dienen diese Lichter der Tarnung vor dem Feind. Gewisse Tarnlichter sind zudem mit roten Farbfiltern versehen.

### Scheinwerfer an motorisierten Zweirädern

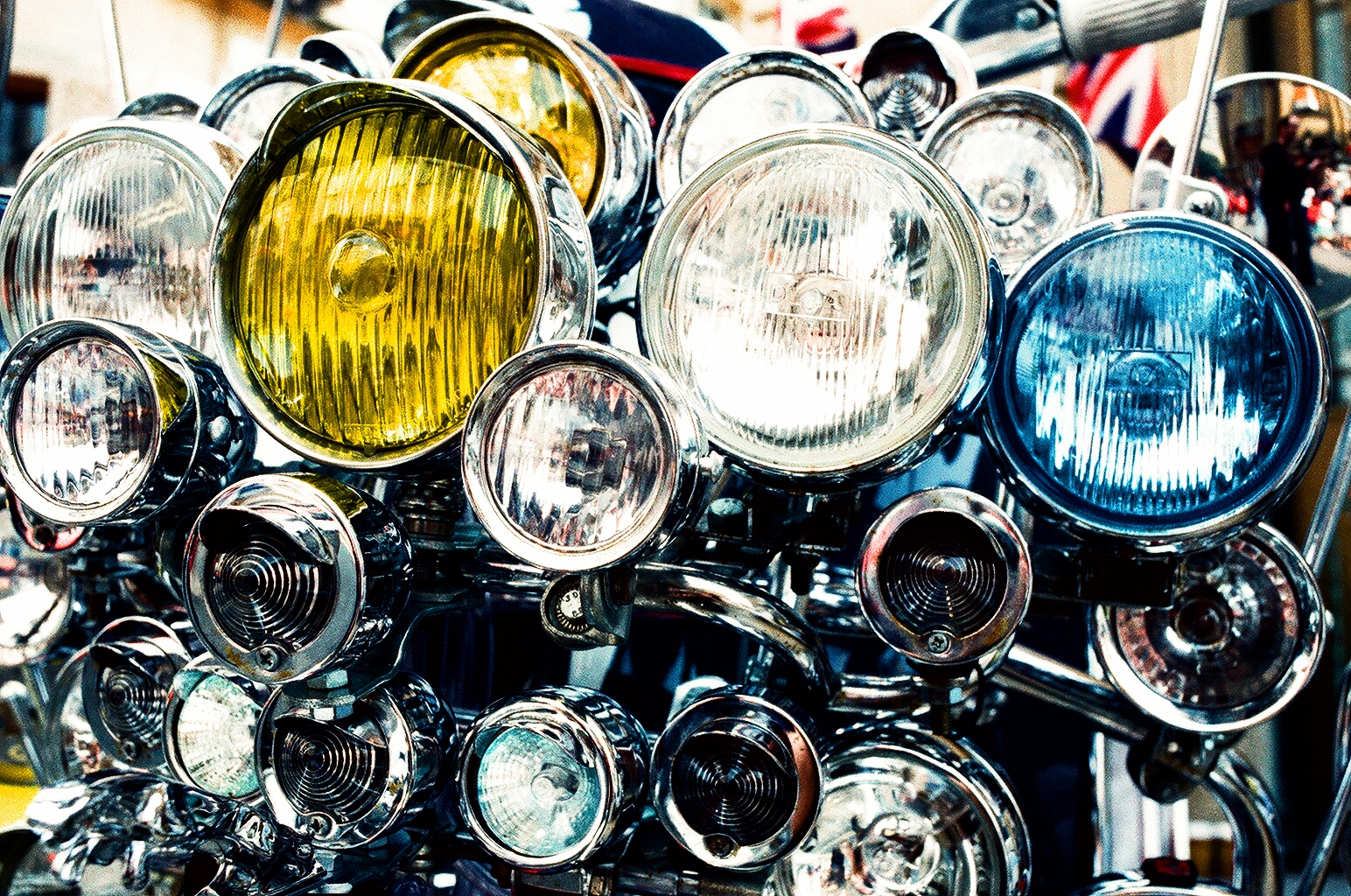
Eine Vielzahl von (dekorativen) Scheinwerfern an einem Motorroller

Scheinwerfer an motorisierten Zweirädern sind fast immer mit Fernlicht kombiniert und oberhalb der Räder mittig mit der Längsachse montiert. Motorisierte Zweiräder haben selten mehr als einen Scheinwerfer. Falls doch, müssen in Deutschland alle weiteren paarig sein (Wahrung des Signalbildes). Suchscheinwerfer an Zweirädern sind in Deutschland im öffentlichen Verkehr unzulässig. In Deutschland muss das Abblendlicht zu jeder Zeit eingeschaltet sein. Grund dafür ist allein die Verkehrssicherheit wegen der aus der Ferne schwer erkennbaren Kontur von Zweirädern. Standlichter sind nur bei hochwertigen Modellen vorhanden und nicht vorgeschrieben.

### Sonstiges
Als Tagfahrlicht können die regulären Scheinwerfer oder spezielle Tagfahrleuchten verwendet werden. In einigen Ländern ist es Pflicht, auch bei Tag mit eingeschalteten Scheinwerfern zu fahren. Der Nutzen der Tag-Lichtpflicht für Kraftfahrzeuge ist in Deutschland umstritten.
Kraftfahrzeugführer können aufblenden (kurzfristig das Fernlicht einschalten), um einen Überholvorgang anzukündigen (in Deutschland nur außerhalb geschlossener Ortschaften) oder auf eine Gefahr hinzuweisen. Des Weiteren gibt es in manchen deutschen Bundesländern bei Einsatzfahrzeugen das sogenannte intermittierende Licht, das bei Fahrten mit Sondersignalen benutzt wird. Dabei wird das Fernlicht automatisch ein- und ausgeschaltet (Frequenz ca. 1 Hz). Eine andere Variante ist das sogenannte Springlicht. Hier leuchten Fernlicht und Nebelscheinwerfer abwechselnd auf. Beide Varianten sind nicht zulässig, da sie eine andere als die in der Straßenverkehrszulassungsordnung genannte Lichteinrichtung darstellen. Jedoch kann über eine Ausnahmegenehmigung davon abgewichen werden. Davon wurde vor allem in Norddeutschland Gebrauch gemacht. Der Bund-Länder-Fachausschuss Technisches Kraftfahrtwesen hat sich gegen das Springlicht ausgesprochen, da die zulässigen lichttechnischen Einrichtungen zur Erfüllung der hoheitlichen Aufgaben ausreichen. Mit Schreiben an die obersten Straßenverkehrsbehörden der Länder vom 19. März 2001 (Az. 33/36.25.61/001 BM 2001) hat das Bundesministerium für Verkehr dem Beschluss des Ausschusses Rechnung getragen und die Verwendung von und die Erteilung von Genehmigungen für Springlicht untersagt. Außerdem wurde der Rückbau der vorhandenen Einrichtungen angeordnet. Die Anordnung wurde aber vielerorts nicht oder nur teilweise befolgt.
In einigen Ländern sind grundsätzlich Ersatzglühlampen mitzuführen. Generell gilt dies für Spanien, Serbien, Mazedonien und Montenegro. In Kroatien, der Slowakei und Russland werden Ersatzlampen mit Ausnahme von LEDs und Xenonlampen verlangt.
Empfohlen werden Reserve-Glühlampen für Frankreich, Portugal, Ungarn, Slowenien, Tschechien, Norwegen und die Niederlande, wobei diese Vorschrift teilweise nur auf einheimische Fahrzeuge angewandt wird.
Das Mitführen passender Reservelampen ist generell sinnvoll, wenn Ersatz nur schwer zu bekommen ist. Bei vielen Fahrzeugen ist ein Austausch nur noch in der Werkstatt mit größerem Aufwand möglich. Mit der Ergänzung 07 der ECE-Regelung R-48 müssen ab August 2006 neuere Fahrzeuge jedoch so konstruiert werden, dass ein Glühlampenwechsel ohne Werkzeugeinsatz möglich ist. Bei Xenonlampen ist der Austausch in der Werkstatt weiterhin erforderlich.
In den späten 1960er Jahren verbreiteten sich Scheinwerferreinigungsanlagen. Diese sind heutzutage für bestimmte Scheinwerfertypen auch in Deutschland gesetzlich vorgeschrieben.

### Nationale Besonderheiten
In Frankreich waren für Automobile von 1937 bis 1993 gelbe Fahrzeugscheinwerfer vorgeschrieben; seit 1993 sind sie optional. In den meisten anderen Ländern sind hingegen weiße Scheinwerfer vorgeschrieben. Das gelbe Licht wurde durch farbige Glühlampenkolben erreicht, Streuscheiben aus Farbglas hingegen waren teuer. Der Gedanke war, dass bei Blendung durch Gegenverkehr die Eintrübung der Sichtweite weniger stark bei selektiv-gelbem Licht als mit unbuntem Licht (weiß) sei, was aber nicht zutreffend ist.
In vielen Ländern ist vorgeschrieben, die Scheinwerfer beim Fahren ganztags einzuschalten – teils nur außerorts, teils auch in geschlossenen Ortschaften.

### Kurioses
Im Österreichischen Kraftfahrgesetz von 1967, BGBl. Nr. 267, war lange Zeit der Tippfehler Schweinwerfer an mehreren Stellen zu finden. Ende 2014 wurde dies korrigiert.

## Schienenfahrzeuge

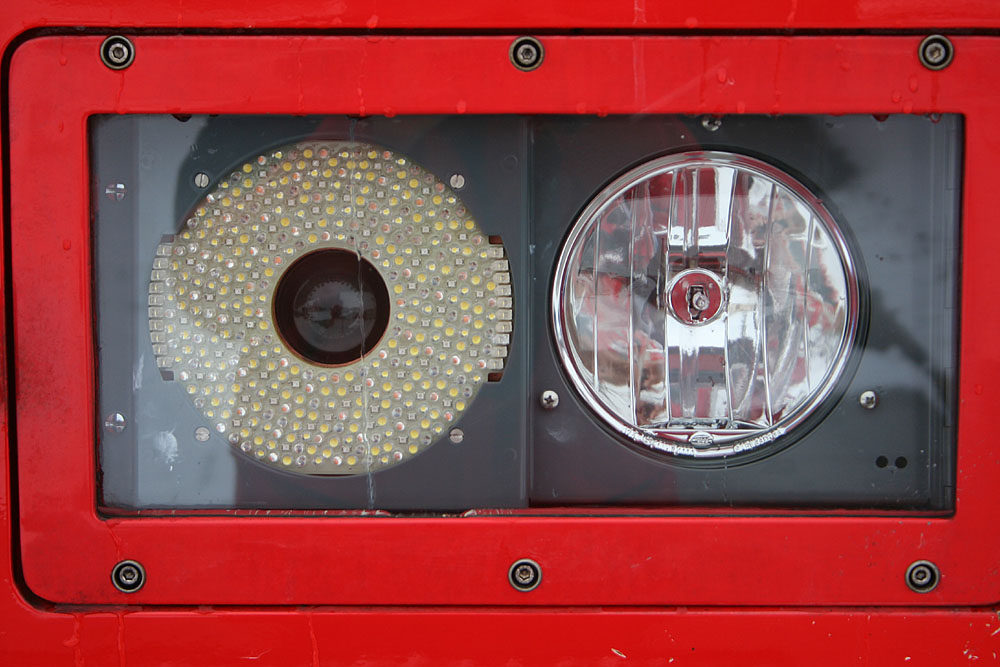
Beleuchtungseinrichtung der Baureihe 189; links die LED-Kombination für Spitzen-/Schlusssignal, rechts der Fernscheinwerfer

Dreilicht-Spitzensignal

Schienenfahrzeuge führen meist ein bis drei weiß leuchtende Scheinwerfer frontal zur Fahrtrichtung. In Deutschland, Österreich und der Schweiz sowie in einigen anderen Ländern regulär in Form des Dreilicht-Spitzensignals.
Fahrzeuge, die in beide Richtungen fahren können, haben an beiden Enden ein vollständiges Lichtsystem für Vorwärts- und Rückwärtsfahrten. Da das Spitzensignal lediglich vor einem herannahenden Schienenfahrzeug warnen und nicht die Sicht für den Lokführer verbessern soll, ist es oft nicht besonders hell. Neuere Triebfahrzeuge haben jedoch zusätzliche Fernscheinwerfer, mit denen die Strecke auf größere Distanz ausgeleuchtet werden kann.
Alte Straßenbahnwagen hatten nur einen mittigen Scheinwerfer. Heutige Straßenbahnwagen haben zwei nebeneinanderliegende Scheinwerfer und manchmal auch oben mittig einen, bilden dann also auch ein Dreieck, wohl um leichter als schienengebunden wahrnehmbar zu sein.

## Luftfahrzeuge

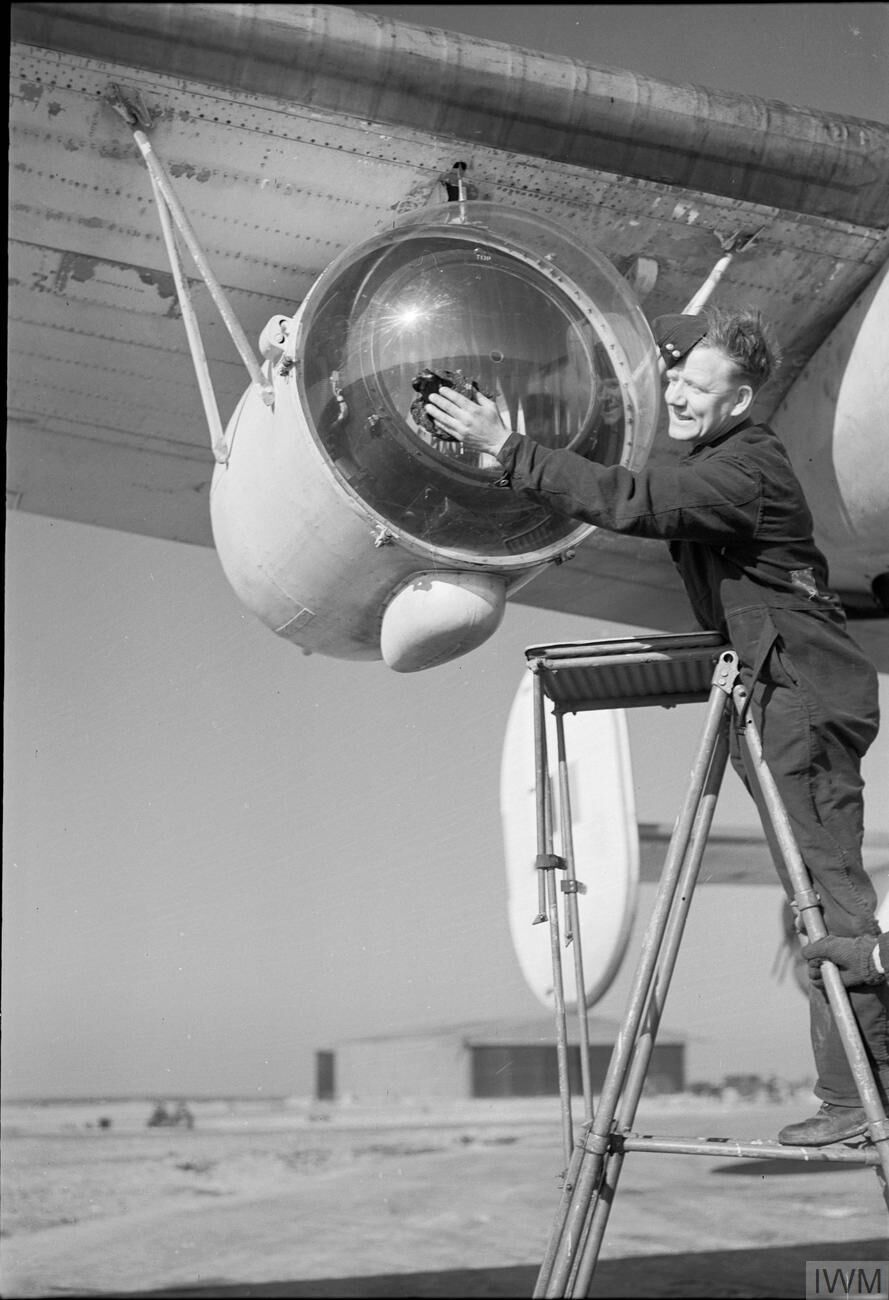
Suchscheinwerfer an einem U-Boot-Jagdflugzeug

In Luftfahrzeugen werden Scheinwerfer für Start, Landung und das Rollen betrieben, ebenso wie für bessere Erkennbarkeit. Kleinflugzeuge haben einen bis zwei, große Flugzeuge haben zwei oder mehr Scheinwerfer.
Verkehrsflugzeuge haben meist eigene Scheinwerfer für das Rollen am Boden (Taxi Lights) und für die Landung (Landing Lights). Landescheinwerfer sind stärker und leuchten weiter nach oben, würden (wie das Fernlicht beim Kfz) am Boden die Piloten anderer Flugzeuge blenden. Manche Flugzeuge verfügen zusätzlich über nach unten strahlende „Flare Lights“ für die bessere Ausleuchtung der Piste während der Landung (z. B. De Havilland DHC-8). Größere Flugzeuge sind häufig mit „turnoff lights“ zur besseren seitlichen Ausleuchtung der Abrollwege ausgestattet.
In Verkehrs- und größeren Militärflugzeugen werden meistens unterhalb einer Flughöhe von 3.000 m (10.000 ft) bei allen Sichtbedingungen die Landescheinwerfer eingeschaltet, um für andere ihre Sichtbarkeit zu optimieren und das Umfeld. Das gilt insbesondere für andere Verkehrsteilnehmer (Piloten) und auch für Vögel (vgl. Vogelschlag).
Spezielle Schaltungen (Pulselight (R)) ermöglichen abwechselndes Ein- und Ausschalten der linken und rechten Scheinwerfer zur Erhöhung der Sichtbarkeit. Manche Kleinflugzeuge haben eigene, für Dauerbetrieb geeignete „recognition lights“  (grob vergleichbar mit dem Tagfahrlicht eines Kraftfahrzeugs).
Da Scheinwerfer eine aerodynamisch ungünstige Form haben, werden sie häufig einziehbar ausgeführt. Das kann entweder durch Montage am Einziehfahrwerk oder durch eigenen Einziehmechanismus erfolgen. Alternativ werden Scheinwerfer auch unter aerodynamischen Verkleidungen montiert. Bei Montage in der Tragflächenvorderkante ergibt sich dadurch aber eine Unterbrechung der Enteisung.
Einige Militärflugzeuge sowie Rettungs-, Militär- und Polizeihubschrauber sind mit Suchscheinwerfern ausgestattet. Die genannten Helikopter haben zum Teil auch Infrarot-Scheinwerfer an Bord, die der Ausleuchtung beobachteter Objekte für die Infrarotkamera dienen.

## Wasserfahrzeuge

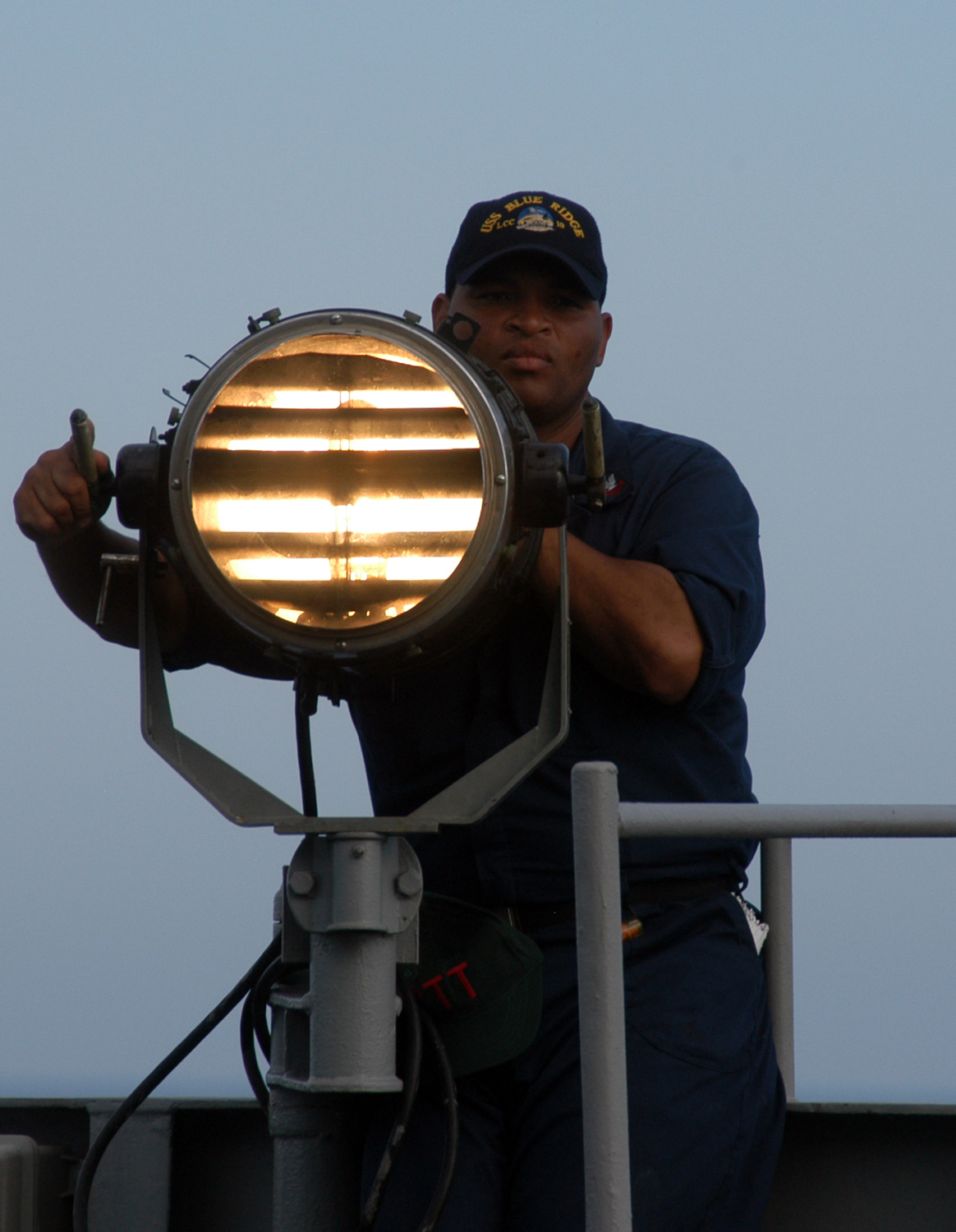
Morsescheinwerfer

Auf Wasserfahrzeugen werden für die reguläre Fahrt Positionslichter von relativ geringer Leuchtkraft verwendet. Bei Bedarf werden Such- und Arbeitsscheinwerfer bzw. Decksscheinwerfer verwendet, Eisbrecher benutzen lichtstarke Strahler zum Ausleuchten der Fahrtroute im Eis bei Nacht.
Auf Kriegsschiffen sind Morsescheinwerfer teilweise noch heute in Gebrauch. Sie dienen der Kommunikation untereinander, nicht dem Verkehrswesen.

## Fahrräder

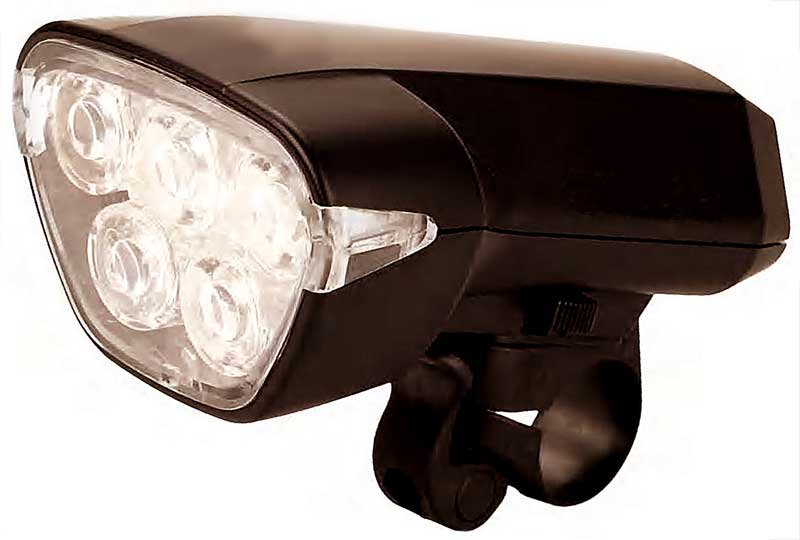
Fahrradscheinwerfer als Aufstecksatz (Lichtquelle: LED, Energieversorgung: Batterien)

Ein wichtiger Bestandteil der Fahrzeugbeleuchtung von Fahrrädern sind die Scheinwerfer. Jedes Fahrrad in Deutschland muss mit einem Fahrradscheinwerfer ausgerüstet sein. Dabei ist es unerheblich, ob die Sichtverhältnisse es erfordern (Ausnahmen bestehen bei bestimmten Rennrädern). Sie sind mit Glühlampen oder LEDs bestückt.
Die Energieversorgung erfolgt je nach System entweder über einen Fahrraddynamo oder über Batterien. Die Spannung gewöhnlicher Scheinwerfer beträgt 6 Volt, die maximale Leistung 2,4 Watt. Bei Scheinwerfern mit LED-Lichtquellen gilt in Deutschland die 10-Lux-Regelung als Mindestanforderung an die Lichtleistung, in Österreich die Fahrradverordnung. Für batteriebetriebene Scheinwerfer werden sehr häufig Aufstecksätze verwendet.